# Pochodna Diniego
Pochodne Diniego – klasa uogólnień zwykłej pochodnej.

## Definicja formalna
Górna pochodna Diniego, nazywana też górną pochodną prawostronną, funkcji ciągłej {\displaystyle f\colon \mathbb {R} \to \mathbb {R} } oznaczana symbolem {\displaystyle f'_{+}} jest zdefiniowana jako
{\displaystyle f'_{+}(t):=\limsup _{h\to 0_{+}}{\frac {f(t+h)-f(t)}{h}},}
gdzie {\displaystyle \limsup } oznacza granicę górną. Dolna pochodna Diniego, oznaczana {\displaystyle f'_{-},} jest zdefiniowana wzorem
{\displaystyle f'_{-}(t):=\liminf _{h\to 0_{+}}{\frac {f(t+h)-f(t)}{h}},}
gdzie {\displaystyle \liminf } jest granicą dolną.
Jeżeli {\displaystyle f} jest określona na przestrzeni liniowej, to górną pochodną Diniego w punkcie {\displaystyle t} w kierunku {\displaystyle d} definiuje się wzorem
{\displaystyle f'_{+}(t,d):=\limsup _{h\to 0_{+}}{\frac {f(t+hd)-f(t)}{h}}.}
Jeżeli {\displaystyle f} jest lokalnie lipschitzowska, to {\displaystyle f'_{+}} jest skończona. Jeśli {\displaystyle f} jest różniczkowalna w {\displaystyle t,} to pochodna Diniego w {\displaystyle t} pokrywa się ze zwykłą pochodną w tym punkcie.